# Ingrid Visserová
Ingrid Louise Visserová (4. června 1977 Gouda – 27. května 2013 Murcia) byla nizozemská volejbalistka, mistryně Evropy z roku 1995.
Do nizozemské reprezentace poprvé naskočila v říjnu 1994 v zápasu proti Ukrajině. Hned v následujícím roce patřila k hráčkám, které na mistrovství Evropy vybojovaly poprvé v historii země zlatou medaili. Zúčastnila se i Letních olympijských her 1996 v Atlantě, kde Nizozemsko obsadilo páté místo.
Nejúspěšnější zahraniční angažmá zažila ve španělském Tenerife, se kterým vyhrála čtyři domácí ligové tituly a také ve finále Ligy mistryň v roce 2004. V roce 2009 získalo Nizozemsko stříbro na mistrovství Evropy v Lodži.
Reprezentovala Nizozemsko také v soutěžích Grand Prix, v roce 2007 Nizozemky vyhrály finálový turnaj v čínském Ning-pu. Visserová tehdy byla kapitánkou týmu.
V roce 2012 ukončila reprezentační kariéru, i kvůli odchodu trenéra Avitala Selingera po neúspěšné olympijské kvalifikaci. Když v roce 2012 ukončila kariéru, byla rekordmankou v reprezentaci, za kterou odehrála 514 zápasů.
Dne 13. května 2013 se Visserová se svým přítelem Lodewijkem Severeinem ztratila při své návštěvě Murcie a bylo po ní zahájeno policejní pátrání. 27. května úřady oznámily, že severozápadně od města byla nalezena těla obou lidí, kteří zemřeli násilnou smrtí.

## Klubová kariéra
Během klubové kariéry působila Visserová v domácí lize, v Brazílii, Itálii, Španělsku, Rusku a Ázerbájdžánu:
- VC Nesselande
- VVC Vught
  - vítězství v nizozemské lize 1996 a 1997
  - nizozemský pohár 1996 a 1997
- Minas Tenis Clube
- Vicenza Volley
- CV Las Palmas
  - vítězství ve Vyzývacím poháru 2001
- CV Tenerife
  - vítězství v Lize mistryň 2004
  - vítězství ve španělské lize 2003 až 2006
  - španělský pohár 2004 až 2006
- TVC Amstelveen
  - vítězství v nizozemské lize 2008
  - nizozemský pohár 2008
- VK Leningradka
- CAV Murcía 2005
- VK Baki

## Smrt
Ingrid Visserová a její přítel Lodewijk Severein zmizeli 13. května 2012 krátce poté, co se ubytovali v hotelu ve španělské Murcii. Protože nepřišli následujícího dne na plánovanou lékařskou prohlídku, byly na jejich zmizení upozorněny úřady. Pronajaté vozidlo se našlo na ulici o více než týden později. Jejich těla byla nalezena 27. května 2013 v mělkém hrobě v citronovníkovém háji dva týdny poté co zmizeli. Pár byl unesen, mučen a zabit. Španělská policie zatkla bývalého ředitele volejbalového klubu CAV Murcia 2005 Juana Cuenca Lorente a dva nejmenované Rumuny. Policie oznámila, že mezi zavražděným párem a zatčenými byly „určité obchodní nesrovnalosti“.